# Генерация (промышленная группа)
ООО «ПГ „Генерация“» — российский машиностроительный холдинг. Один из крупнейших производителей и поставщиков теплоэнергетического, нефтегазового, бурового и нефтехимического оборудования в России, странах ближнего и дальнего зарубежья. Ликвидирован 31 декабря 2019 ввиду банкротства.

## Структура
- ЗАО «Уралкотломаш» (Березовский, Свердловская область); теплоэнергетическое оборудование (котлы, котельные установки, мини-ТЭС) для эффективного отопления и горячего водоснабжения промышленных предприятий и объектов ЖКХ.
- ООО «Нефтемаш» (Сызрань, Самарская область); энергетическое, нефтехимическое оборудование
- ОАО «Буланашский машиностроительный завод» (п. Буланаш, Свердловская область); буровое оборудование
- ОАО «Монастырищенский машиностроительный завод» (Украина)
- ОАО «Дзержинскхиммаш» (Дзержинск, Нижегородская область); производство оборудования для химической, нефтехимической, газоперерабатывающей промышленности (банкрот[1] с 2017 года, ликвидирован)
- ОАО «Сибирское управление по строительству скважин» (г.Губкинский, ЯНАО); буровая компания.

В состав промышленной группы входят крупные научно-исследовательские и проектные институты России:
- «СибНИИНП» (Тюмень)
- «Научно-технический центр» (Саратов)
- «УралНИИгипрозем» (Екатеринбург)

## Деятельность
Продукция компании поставляется в Казахстан, Узбекистан, Беларусь, Китай, Индию, Бразилию, Аргентину, Польшу, Румынию и другие страны мира. Доля продаж на экспорт ООО «Генерация» в 2006 годах составила в общей выручке 54 %.
Буровое оборудование поставляется компаниям — «Газпром Нефть», «Евразия», «Сибирская сервисная компания», «Прикаспийбурнефть» и др.

## Финансовые показатели
Выручка группы по итогам 2006 — 3,572 млрд руб. (в 2005 — 1,511 млрд руб).
За первые три квартала 2007 выручка — 4,699 млрд руб., чистая прибыль — 119 млн руб.